# イバラヒゲ
イバラヒゲ(茨髭、Coryphaenoides acrolepis)はタラ目、ソコダラ科に属する海水魚の一種。大型種である。ほとんど市場には出回らないが美味であり、刺身などで賞味される。

## 分布
日本では、相模湾以北の太平洋側、世界ではオホーツク海とベーリング海を含む北太平洋、カリフォルニア沿岸に分布。

## 形態
全長75cm。
背鰭は2基で、第1背鰭に2本の擬棘がある。臀鰭は第2背鰭よりよく発達していて高く、腹鰭は8軟条。
鰓条骨は6本で、肛門前方の発光器はない。体は粗雑な鱗に覆われ、各鱗には放射状棘列が6-8条ある。
口はやや下位で吻は上顎より突出する。下顎歯は2列。

## 生態
水深300-2200mの大陸斜面上半域に生息する。
臀鰭のよく発達した尾部をゆっくりと波状に動かして海底直上を遊泳する。遊泳時、尾部の推進力は頭部の前向ベクトルと下降ベクトルとして伝わり、海底の餌を探すのに都合がよい。餌を探策するには下顎の髭も用いられる。
食性は動物食。胃内容物はイカ類が最も多く、次いで、オキアミ類、魚類、エビ類の順に多い。